# Бор Сен Жорж
Бор Сен Жорж (фр. Bord-Saint-Georges) насеље је и општина у централној Француској у региону Лимузен, у департману Крез која припада префектури Гере.
По подацима из 2011. године у општини је живело 360 становника, а густина насељености је износила 11,08 становника/km². Општина се простире на површини од 32,5 km². Налази се на средњој надморској висини од 538 метара (максималној 475 m, а минималној 364 m).

## Демографија
| 1962. | 1968. | 1975. | 1982. | 1990. | 1999. | 2011. |
| ----- | ----- | ----- | ----- | ----- | ----- | ----- |
| 516   | 568   | 528   | 435   | 343   | 336   | 360   |

График промене броја становника у току последњих година